# حرف زدن مثل دریانوردها
حرف زدن به صورت مدل دریانوردی (به انگلیسی: Sailor Mouth) اولین بخش قسمت ۱۸ فصل دوم و به‌طور کلی قسمت ۳۸ سریال تلویزیونی انیمیشنی باب اسفنجی شلوارمکعبی است. این قسمت ۲۱ سپتامبر ۲۰۰۱ در ایالات متحده آمریکا و از شبکه تلویزیونی نیکلودئون در ساعت ۱۶ (۴ بعد از ظهر) به وقت ایالات متحده پخش شده‌است. این قسمت در ایران با نام «حرف زدن به صورت مدل دریانوردی» توسط شبکه پرشین تون دوبله و پخش شده‌است.

## داستان
هنگامی که باب اسفنجی به پشت رستوران خرچنگ می‌رود تا کیسه آشغالی را در سطل زباله را بیرون بیندازد، برخی از دیوارنگاری هارا که در یک دیواره سطل زباله نوشته شده‌است می‌بیند، و معنی یکی از آن‌ها نمی‌داند. باب اسفنجی از پاتریک سؤال می‌کند که این چه نوع کلمه ای است و پاتریک می‌گوید که این کلمه "دریانوردی" است که "زمانی که شما می‌خواهید مانند دریانوردها صحبت کنید از آن استفاده می‌شود. " روز بعد، باب اسفنجی به رستوران می‌رود و این کلمه را به پاتریک و سپس در آوابر می‌گوید. مشتریان رستوران خرچنگ از باب اسفنجی ناراحت شده و رستوران را ترک می‌کنند. بعد اختاپوس آقای خرچنگ را مطلع می‌کند، و سپس تصمیم می‌گیرد به آنها بگوید که دارند از دشنام گویی استفاده می‌کنند و می‌گوید و اشاره می‌کند که ۱۳ کلمه وجود دارد که نباید استفاده کنند. او اشاره می‌کند این کلمه در فحش‌ها در شمارهٔ یازده است برای همین باب اسفنجی و پاتریک به آقای خرچنگ قول می‌دهند که هرگز از این کلمه استفاده نکنند. در یک بازی مار و پله باب اسفنجی سه بار مار می‌آورد و کلمه شماره یازده را می‌گوید برای همین پاتریک می‌دود تا به رستوران برسد و به آقای خرچنگ بگوید اما اتفاقی خودش هم این کلمه را به زبان می‌آورد و هرکدام تلاش می‌کنند دیگری لو دهند. هردو باهم می‌رسند و همدیگر را لو می‌دهند و آقای خرچنگ آنها را بیرون می‌فرستد تا تنبیه‌شان کنند. او برای آنها سطل رنگ میاورد تا رستوران رنگ بزنند اما پایش به سنگ خورد و او تمام سیزده کلمهٔ زشت را گفت بنابراین باب و پاتریک پیش مادر آقای خرچنگ می‌روند تا او را لو دهند اما همهٔ آنها تمام کلمات زشت را می‌گویند و مادر آقای خرچنگ آنها را تنبیه می‌کنند که خانه اش را رنگ بزنند.